# Phaeostigma remane
Phaeostigma remane är en halssländeart som först beskrevs av H. Aspöck et al. 1976.  Phaeostigma remane ingår i släktet Phaeostigma och familjen ormhalssländor. Inga underarter finns listade i Catalogue of Life.